# Hogna archaeologica
Hogna archaeologica este o specie de păianjeni din genul Hogna, familia Lycosidae. A fost descrisă pentru prima dată de Chamberlin în anul 1925.
Este endemică în Peru. Conform Catalogue of Life specia Hogna archaeologica nu are subspecii cunoscute.